# باشگاه فوتبال دپورتس تولیما
باشگاه فوتبال دپورتس تولیما (انگلیسی: Deportes Tolima) یک باشگاه فوتبال حرفه‌ای کلمبیایی است که در شهر ایباگه در بخش تولیما در کلمبیا واقع شده و در لیگ کلمبیا فعالیت میکند.